# Катастрофа Ан-24 в Моэ
Катастрофа Ан-24 в Моэ — авиационная катастрофа, произошедшая 19 апреля 1977 года у деревни Моэ волости Тапа уезда Ляэне-Вирумаа ЭССР с самолётом Ан-24Т Министерства обороны СССР, в результате которой погибли все находящиеся на борту 21 человек.

## Описание
На аэродроме Тапа предстоял ремонт ВПП и рулёжных дорожек, в связи с чем было решено размещавшийся на нём 656-й истребительный авиационный полк ПВО (истребители Су-9) на время перебазировать на аэродром в Пярну. Так как подготовленных для перелётов лётчиков было меньше, чем истребителей, самолёты перегонялись в несколько заходов. После первого захода лётчики возвращались обратно в Тапа на самолёте Ан-24Т (Ан-34). Всего в самолёте находились 5 членов экипажа и 16 пассажиров (16 лётчиков).
При заходе на посадку в Тапа самолёт, из-за малоопытности командира экипажа, шёл ниже глиссады и прошёл дальний приводной радиомаяк (ДПРМ) на высоте 100 метров. Тут Ан-24Т попал в мощный снежный заряд, но командир, приняв решение не уходить на второй круг, продолжил снижение. Пролетая над посёлком Моэ, «Ан» зацепил дымовую трубу (высота 60 метров) местного спиртзавода. От удара машина перевернулась, а через 300—400 метров врезалась в землю и загорелась.
В катастрофе погибли все находящиеся на борту — 21 человек. Это крупнейшая авиакатастрофа в Эстонии.